# Irschen
Irschen ist eine Gemeinde im Bezirk Spittal an der Drau in Österreich, im Bundesland Kärnten mit 1912 Einwohnern (Stand 1. Jänner 2025).

## Geographie

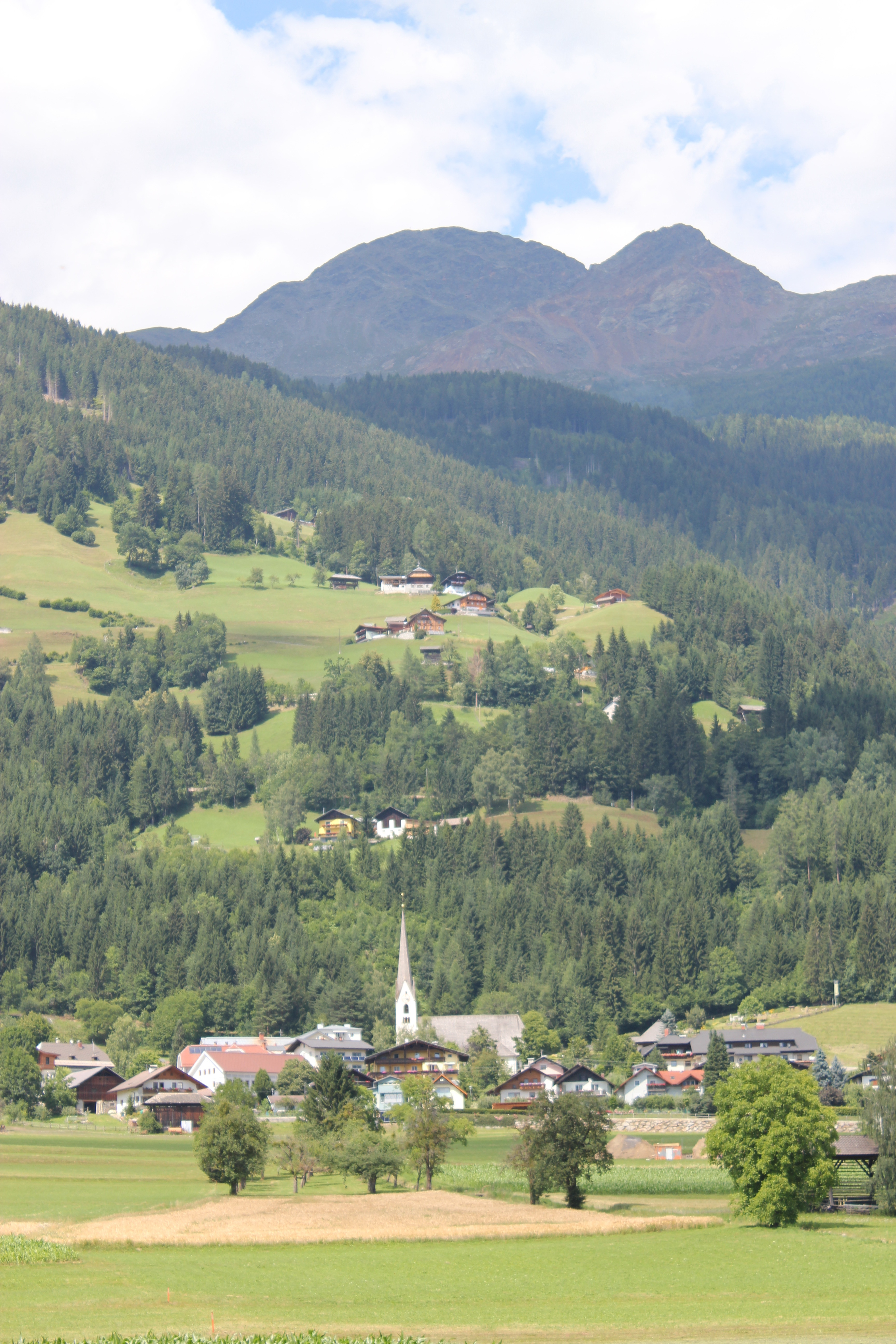
Irschen

Irschen liegt im oberen Teil des Drautales, es ist der vorletzte Ort in Kärnten vor der Grenze zu Osttirol. Das Gemeindegebiet wird im Norden von der Kreuzeckgruppe und im Süden von den Gailtaler Alpen begrenzt. Irschen ist 123 Straßenkilometer von Klagenfurt, 114 km von Udine im Friaul, 196 km von Salzburg, 203 km von Innsbruck und 385 km von Wien entfernt.

### Gemeindegliederung
Irschen ist in die drei Katastralgemeinden Irschen, Rittersdorf und Simmerlach gegliedert. Das Gemeindegebiet umfasst folgende 15 Ortschaften (in Klammern Einwohnerzahl Stand 1. Jänner 2025):
- Glanz (88)
- Griebitsch (38)
- Gröfelhof (304)
- Hintergassen (68)
- Irschen (383)
- Leppen (46)
- Mötschlach (65)
- Pflügen (11)
- Pölland (83)
- Potschling (64)
- Rittersdorf (184)
- Schörstadt (78)
- Simmerlach (363)
- Stresweg (103)
- Weneberg (34)

### Nachbargemeinden
|              | Rangersdorf       |                    |
| Oberdrauburg |                   | Dellach im Drautal |
|              | Kötschach-Mauthen |                    |

## Geschichte
Aus Potschling sind Steinbeile und hallstattzeitliche Bronzefunde bekannt und belegen eine vorrömische Besiedlung. Schon die Topographie spricht für eine Höhensiedlung am Trenker Bichl, wobei es sich um das keltische Idunum handeln kann. Es darf angenommen werden, dass die ersten Kontakte Roms mit den Alpenkelten auf einem Fürstenhof in Irschen stattgefunden haben. Die etruskischen und venetischen Metallhändler – das Kupfer aus dem Virgental war besonders gefragt – hatten gute Beziehungen zu den Alpenkelten und werden die Wegbereiter für Rom gewesen sein. Über den Plöckenpass führt der kürzeste Weg in die Ostalpen und nach Italien. Irschen wird auch als der frühgeschichtliche Sitz des keltischen Ambidravifürsten Cincibilus angenommen.
Am 4. August 2022 entdeckten Archäologen unter Leitung von Gerald Grabherr in der frühchristlichen Kirche auf dem Burgbichl () einen 20 mal 30 Zentimeter großen Marmorschrein. Darin ist eine fragmentierte, mit christlichen Motiven verzierte „Dose“ (Pyxis) aus Elfenbein enthalten, ein Reliquiar. Dieses wurde immer dann mitgenommen, wenn eine Kirche aufgegeben werden musste. Die Pyxis stammt wohl aus dem frühen 6. Jahrhundert.
Irschen wurde möglicherweise zwischen 805 und 810 als Ursen urkundlich erwähnt, als der Patriarch Ursus I. von Aquileia (reg. 802–811) hier eine Kirche gegründet haben könnte. Eine gesicherte erste Erwähnung der Festung als „castrum Ursen“ stammt erst aus den Jahren 1081 bis 1086.
Der Ortsname Irschen ist romanischen Ursprungs, er leitet sich womöglich vom Personennamen Ursus (lat. für Bär) ab. Möglicherweise geht dieser auf den „dux Ursus“ zurück, einen römischen Oberbefehlshaber für das Noricum zur Zeit der Ostgotenherrschaft. Mit seiner Frau Ursina hat er, in Erfüllung eines Gelübdes, den bekannten Mosaikboden in der Friedhofskirche von Teurnia (St. Peter in Holz) gestiftet. Um 500 wurde Virunum am Zollfeld aufgegeben und die Hauptstadt nach Teurnia verlegt.
Unter Ursus dürfte es, um den Zugang nach Italien zu sichern, zum Ausbau der strategischen Stelle im Raum Irschen, zur Errichtung des castrum Ursen gekommen sein. Es ist anzunehmen, dass die Römerstraße Via Julia Augusta vom Gailberg her kommend, bei Potschling ins Drautal einmündete und sich dort eine römische Straßenstation befand. Der Fluss- und Talübergang wurde vom Burgbichl (vor den Kesselwänden südlich der Draubrücke) aus überwacht. Die Römer errichten dort eine kleine fassartige Turmburg aus gebrannten Lehmziegeln. Während der Langobardenherrschaft in Norditalien (6.–8. Jh.) wird die Drau als italisch-norische Grenze festgelegt und am Burgbichl in dieser Zeit eine Langobardenfestung errichtet. Im Bezug zum heute noch gut erhaltenen, östlich neben dem Burgbichl auf einer Felssäule prangenden Schloss Stein, wurden die verbliebenen Festungsreste auch alt Stein genannt.
Das Verlangen nach dem strategisch wichtigen Drau- und Talübergang bei Potschling dürfte 1252 mit Motiv zur Schlacht bei Greifenburg, zwischen Meinhard III. von Görz und Philipp von Spanheim, gewesen sein. Im Greifenburger Urbar von 1267/68 wird eine Burg Lemvaessel angeführt – es wäre eine passende Bezeichnung für die römerzeitliche Anlage auf dem Burgbichl.
Ein Grabungsteam der Universität Innsbruck hat 2016 auf dem Burgbichl aus dem vierten bis siebenten Jahrhundert stammende Teile einer 1,4 Meter breiten Umfassungsmauer, einer frühchristlichen Kirche und eines Wohnhauses freigelegt.
Mit dem Aufstieg der Grafen von Görz und der Errichtung der Mautstation Oberdrauburg mit Straßenanschluss zum Gailbergsattel verfiel der Straßenknoten in Potschling sowie das castrum Ursen. Die Grenzziehung Mödritschbach – Drau – Wildgrabenbach zwang den Görzer vorerst mit einer Draubrücke westlich des Wildbaches, sie ist im Franziszeischen Kataster noch ersichtlich, für die Bauzeit den Gailbergaufstieg über einen Nebenweg (Rewischgrinne) der alten Via Julia Augusta aufrechtzuerhalten.
Zwischenzeitlich gehörte der Bergbau zur größten Einnahmequelle in Irschen. Dem Abbau von Gold folgte der Silber-, Kupfer-, Eisen- und Bleibergbau in Ranach, bei St. Johann und in der Scheinitz. In der Zeit des – mittlerweile mangels Rentabilität eingestellten – Metallabbaus entstanden die heute zur Gemeinde Irschen gehörigen Ortschaften Weneberg, Leppen und Hintergassen.
Der in der Gemeindechronik beschriebene Knappenstein steht mit dem Goldbergbau in Zusammenhang, sein Ursprung könnte aus keltischer Zeit stammen. Es handelt sich um einen mächtigen flachen Stein (Tonalitporphyrit) mit geheimnisvollen Steinritzungen. Seine Lage auf 2100 m Seehöhe in der Senke unter dem Rotwiland, einem Nebengipfel zum Scharnik in der Kreuzeckgruppe, mitten unter den Abraumhalden des alten Goldbergwerkes, kann mit der beim antiken Historiker Polybios erwähnten Goldaffäre „bei den norischen Tauriskern“ in Zusammenhang stehen. Mit der Form einer hohlen Hand zeigt er nach SSW und liegt selbst auf dieser Visur: Rotwiland – Huber Bichl (vermutetes Fürstengrab) – Pfarrkirche – Trenker Bichl (polis Idunum?) – Drauübergang – Burgbichl – Adamskopf. Die jüngst wissenschaftlich untersuchte, beschriftete Steinplatte vom Alkuser See in Ainet/Osttirol, trägt Namensinschriften, zumeist Volt-Namen, einen Ursinus, und wird in die Zeit 1. bis 3. Jh. datiert. Es handelt sich um venetisch keltische Namen. Auf dem „Knappenstein“ findet sich ebenfalls der Namenszug Volt und Irschen leitet sich von Ursus/Ursinus ab. Ob die beiden Fundobjekte und Fundorte zueinander in Beziehung stehen, konnte noch nicht geklärt werden.
Kirchengeschichtlich findet sich in der neben dem Kircheneingang eingemauerten frühfränkischen Grabplatte (6./7. Jh.) und dem in Kärnten einzigen Patrozinium St. Dionysius (Hauptheiliger der Gallier – Bischof von Paris, als Märtyrer um 250 gestorben), der Bezug zur nachrömischen fränkischen Oberherrschaft. Das jetzt in der Vorhalle befindliche romanische Taufbecken befand sich ursprünglich in der unter dem alten Pfarrhaus gelegenen Taufkapelle, wohl eine der frühesten in Kärnten.
Der von F.G. Hann in der Carinthia 1895 als Krypta gedeutete Kirchenunterraum könnte auch ein Mithräum gewesen sein – die Vergesellschaftung mit der, im umliegenden Friedhof vom Totengräber gefundenen, Bronzemünze des Kotys II. (123/124–132/133), König des Bosporanischen Reiches, spricht dafür. Der Mithraskult wurde in dieser Zeit von den römischen Soldaten aus Persien mitgebracht.
Wahrscheinlich wurde in Irschen das Mithräum, der vorchristliche Kultplatz, mit dem Christentum überbaut und hat damit zum geländemäßig exponierten Standort der Pfarrkirche geführt. Auch die Sage über den Kirchenstandort wird darauf zurückzuführen sein, sie lässt aber den realhistorischen Bezug nicht mehr erkennen, „überfliegt“ ihn.
In der ursprünglichen Pfarrsprengel findet sich die Kirche am äußerst östlichen Rand des Bereiches im Drautal zwischen Mödritschbach/Irschen und Gödnacherbach bei Dölsach. Als Stifterin der Kirche wird Willibigis, die Tochter des Grafen Wolfrad von Treffen angesehen. Sie brachte den westlich des Mödritschbach befindlichen Teil des ehemaligen Lurngau und die Burgen Ursen, Lengberg und Matrei in die Ehe mit dem Grafen Heinrich III. von Lechsgemünd (1145–1214) ein. Demnach ist die Kirchengründung gegen Ende des 12. Jahrhunderts anzunehmen (Es fällt auf, dass der Glockenturm im Westen steht – so könnte er schon der Campanile einer frühchristlichen Kirche gewesen sein, welche auf Grund vorgefundener Mauerreste im Garten zum ehemaligen Baptisterium hin, angenommen werden darf).
Vermutlich gleichzeitig wurde das gegenüber, südlich der Drau, bereits in Dellach befindliche Schloss Stein vom Grafen Heinrich III. (jetzt von Lechsgemünd und Matrei) umgebaut und mit einem ihm vertrauten Burgpfleger und Ministeriale (Mautschloss) besetzt. In Konstein/Oberbayern wird für die auf einem Felskegel befindlichen Schutzburg der Grafen von Lechsgemünd für diese Zeit der Edelfreier Chuno de Lapide (Kuno von Stein) als Leheninhaber angeführt. Für das Schloss Stein wird 1190 Haidenrichs de Lapide als Besitzer genannt, die Parallele zeigt, wohl ein Verwandter des Chuno de Lapide. Wahrscheinlich führte der Schlossumbau von Heinrich III. zur Umbenennung auf „Stein“ und es handelt sich bei der Vorgängeranlage um das nicht auffindbare Schloss „Lemvaessel“ / „bei Greifenburg befindlich und inzwischen nicht mehr bestimmbar“.
Das Schloss Stein ist für seine, im ehemaligen Turm errichtete Doppelkapelle (Stockkapelle) und den darin befindlichen Gewölbemalereien des aus dem Pustertal stammenden Kunstmalers Simon von Taisten, bekannt. Die beiden Kapellen sind dem heiligen Valentin bzw. dem heiligen Martin geweiht – beide beliebte Frankenheilige. Erwähnenswert ist auch eine besonders farbenfreudige Ablassurkunde für das Schloss Stein bei Irschen, ausgestellt 1334 in Avignon, – die älteste und beachtenswerteste unter den bebilderten Ablassbriefen im Landesarchiv Kärnten. Der darin genannte Schutzheilige Pankratius entspricht der Vorgängerkapelle – der als Brückenheiliger bekannte Nepomuk, findet sich in der nahen Kapelle zu Potschling. Der Standort dieser Kapelle entspricht nicht einer Dorfkapelle, er wird auf einen Kultplatz im römischen Loncium zurückzuführen sein. Hier am Straßenknoten befand sich die Zollhauptstation für den Warenverkehr von der Provinz Noricum in die Kernprovinz Italia und bei den römischen Zollpächtern war es üblich an solchen Stationen Altäre einzurichten.
Hier am seit jeher bestehenden Wegeknoten sammelten sich die Tauernübergänge und führten über den Gailbergsattel und den Plöckenpass an die Adria und über den Seeweg in den Orient und nach Ägypten. Es wird sich um den ältesten Siedlungsplatz im Raum Oberkärnten/Osttirol handeln. Julius Cäsar ließ den bestehenden Keltenweg zur Eisenstraße bis ins Görtschitztal zum Norischen Eisen, das er für die Waffenerzeugung schätzte, ausbauen. Erst um 50 n. Chr., als Noricum römische Provinz mit der Hauptstadt Virunum am Zollfeld wurde, kam es zum Ausbau der um drei Tagesfahrten kürzeren Strecke durch das Kanaltal nach Aquileia. Bei Grabungen in Willersdorf am Zollfeld wurde ein Stück der von Irschen, dem damals keltischen Idunum, kommenden und ins Görtschitztal führenden frühen Eisenstraße freigelegt. Dabei stieß man auch auf eine durch ein katastrophales Hochwasser – die Gurk floss auf das Zollfeld – zerstörte Keltensiedlung. Das Ende der Keltenzeit in Kärnten kann mit dieser vorchristlichen Flutkatastrophe in Verbindung gebracht werden – Rom annektierte das Land.
Über die frühe Eisenstraße Via Iulia Augusta, sie wird in einem Denkmal vor dem Bahnhof in Irschen dargestellt, kam das Christentum vermutlich als erstes nach Noricum. Archäologische Grabungen der Uni Innsbruck am Burgbichl legten 2022 eine zweite Kirche, eine Bischofskirche frei, die zeitbezogen mit den ersten Kirchen in Rom korrespondiert – vermutlich die erste christliche Kirche auf Kärntner Boden. Diese frühe Zeitstellung mit erste Hälfte 4. Jahrhundert lässt an den „arianischen Streit“ und den Bischof Athanasius denken, der auf seinem Weg ins Exil nach Trier hier vorbeigekommen sein wird. Die Kirche St. Athanasius im 10 km entfernten Berg im Drautal soll der Legende nach dort stehen, wo sich Athanasius auf einem Stein ausgeruht hat. Auffällig dazu ist die Trinitätsdarstellung in der gegenüber südlich der Drau liegenden Amlacher Kapelle, die über den Adamskopf (Geländekuppe südseitig vom Burgbichl) und dem Hochkreuz ein gleichseitiges Dreieck (Trinität) mit Sichtverbindung zeichnen lässt. Darauf kann der Standort der Kirche gleichnishaft mit der Bischofskirche am Burgbichl erkannt werden. Der Abstand Dreifaltigkeitskapelle Amlach zur Kirche St. Athanasius (im freien Feld) entspricht dem Abstand Adamskopf zur ergrabenen Bischofskirche am Burgbichl in Irschen.
Mit der Christianisierung verbreitete sich das Kreuz als christliches Symbol und findet sich hier in auffällig vielen Kreuz-Namen wie: Monte Croce (Plöckenpass), Kreuzberg, Kreuzbergsattel, Kreuzeck, Hochkreuz etc. Der in der Bischofskirche ausgegrabene Reliquienschrein wurde in der Universität Innsbruck untersucht und das Ergebnis am 25. Juni 2024 präsentiert. Die wertvolle Elfenbein-Pyxis enthält Holzteile die als Reliquie zu erkennen sind und im Kontext mit den vielen Kreuznamen der umliegenden Erhebungen und Straßenpässen ist anzunehmen, dass es sich im Umkehrschluss um Kreuzreliquien handelt. Genaue Datierungen zu den Befunden und Funden von den beiden Kirchen am Burgbichl, um über den Hergang der zerbrochenen Pyxis, wie sie im Schrein vorgefunden wurde, etwas aussagen zu können, liegen nicht vor. Über den Trinitätsbezug mit dem Dreieck Adamskopf – Hochkreuz – Dreifaltigkeitskapelle Amlach und damit verbunden die beiden Bischöfe Arius und Athanasius, kann eine Lösung gefunden werden (arianischer Streit und Konzil von Nicäa).
Das mit Grabungsende 2024 freigelegte Gebäude westseitig der Bischofskirche (untere Kirche) kann als Haus des episcopus (Aufseher) gesehen werden und findet sich so in der Straßentheorie „Via Iulia Augusta“. Diesem in Stein errichteten Gebäude für die Straßen- und Brückenverwaltung des Aufsehers, es wurde wohl schon in augusteischer Zeit errichtet, ist die spätantike Bischofskirche angegliedert. (So erklärt sich der im Grabungsgrundriss der Kirchenmauern in der Nordwestecke sichtbare ungewöhnliche spitze Winkel) Es ist denkbar, dass es sich beim hangseitigen noch mit Taufbecken freigelegten Kapellentrakt um eine frühere Errichtung handelt, die dann adaptiert in den Kirchenbau als Seitenkapelle integriert wurde.
1850 konstituierte sich Irschen als Ortsgemeinde, die 1923 um die Ortschaft Pflügl vergrößert wurde.
Ab Mitte des 19. Jahrhunderts eröffneten die ersten Fremdenverkehrsbetriebe in Irschen, der (Sommer-)Tourismus entwickelte sich bis heute zu einem wichtigen Wirtschaftsfaktor der Gemeinde (ca. 55.000 Übernachtungen jährlich).
Ab 2016 arbeiten Archäologen der Uni Innsbruck am Burgbichl, wo Spuren auf eine spätrömische Siedlung mit 2 Kirchen hinweisen. Im Sommer 2022 wurde eine Marmorkiste ergraben. Der Reliquienschrein enthält Bruchstücke einer reliefierten Elfenbeinbüchse, einer seltenen Pyxis aus dem 5. Jahrhundert, die im Juni 2024 beforscht und restauriert vorgestellt wird.

### Bevölkerungsentwicklung
Zum Zeitpunkt der Volkszählung 2001 hatte Irschen 2.080 Einwohner, davon waren 98,4 % österreichische Staatsbürger. 97,0 % der Bevölkerung bekannten sich zur römisch-katholischen und 1,4 % zur evangelischen Kirche, 0,5 % waren ohne religiöses Bekenntnis. Um die Jahrtausendwende erreichte die Gemeinde ein Einwohnermaximum von 2.080 Personen. Seither sinkt die Bevölkerungsanzahl, da die Wanderungsbilanz stark negativ ist und durch die positive Geburtenbilanz nicht ausgeglichen werden kann.
| Irschen: Einwohnerzahlen von 1869 bis 2024          | Irschen: Einwohnerzahlen von 1869 bis 2024 | Irschen: Einwohnerzahlen von 1869 bis 2024 | Irschen: Einwohnerzahlen von 1869 bis 2024 | Irschen: Einwohnerzahlen von 1869 bis 2024 |
| --------------------------------------------------- | ------------------------------------------ | ------------------------------------------ | ------------------------------------------ | ------------------------------------------ |
| Jahr                                                |                                            |                                            |                                            | Einwohner                                  |
| 1869                                                | 1869                                       |                                            | 1.330                                      | 1.330                                      |
| 1880                                                | 1880                                       |                                            | 1.324                                      | 1.324                                      |
| 1890                                                | 1890                                       |                                            | 1.286                                      | 1.286                                      |
| 1900                                                | 1900                                       |                                            | 1.248                                      | 1.248                                      |
| 1910                                                | 1910                                       |                                            | 1.255                                      | 1.255                                      |
| 1923                                                | 1923                                       |                                            | 1.195                                      | 1.195                                      |
| 1934                                                | 1934                                       |                                            | 1.390                                      | 1.390                                      |
| 1939                                                | 1939                                       |                                            | 1.333                                      | 1.333                                      |
| 1951                                                | 1951                                       |                                            | 1.520                                      | 1.520                                      |
| 1961                                                | 1961                                       |                                            | 1.717                                      | 1.717                                      |
| 1971                                                | 1971                                       |                                            | 1.823                                      | 1.823                                      |
| 1981                                                | 1981                                       |                                            | 1.966                                      | 1.966                                      |
| 1991                                                | 1991                                       |                                            | 2.035                                      | 2.035                                      |
| 2001                                                | 2001                                       |                                            | 2.080                                      | 2.080                                      |
| 2011                                                | 2011                                       |                                            | 2.049                                      | 2.049                                      |
| 2021                                                | 2021                                       |                                            | 1.966                                      | 1.966                                      |
| 2024                                                | 2024                                       |                                            | 1.917                                      | 1.917                                      |
| Quelle(n): Statistik Austria, Gebietsstand 1.1.2021 |                                            |                                            |                                            |                                            |

## Kultur und Sehenswürdigkeiten

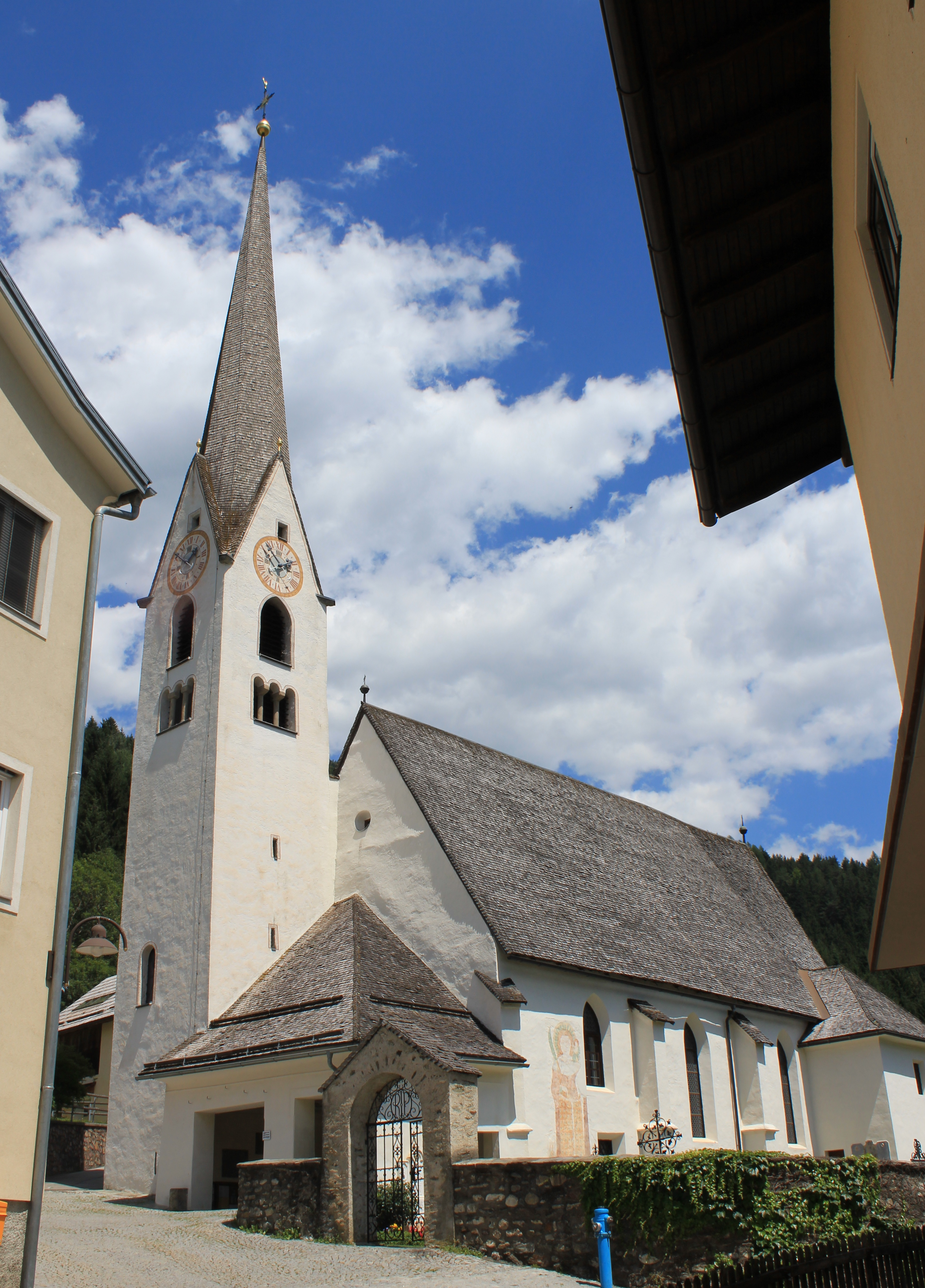
Pfarrkirche Irschen

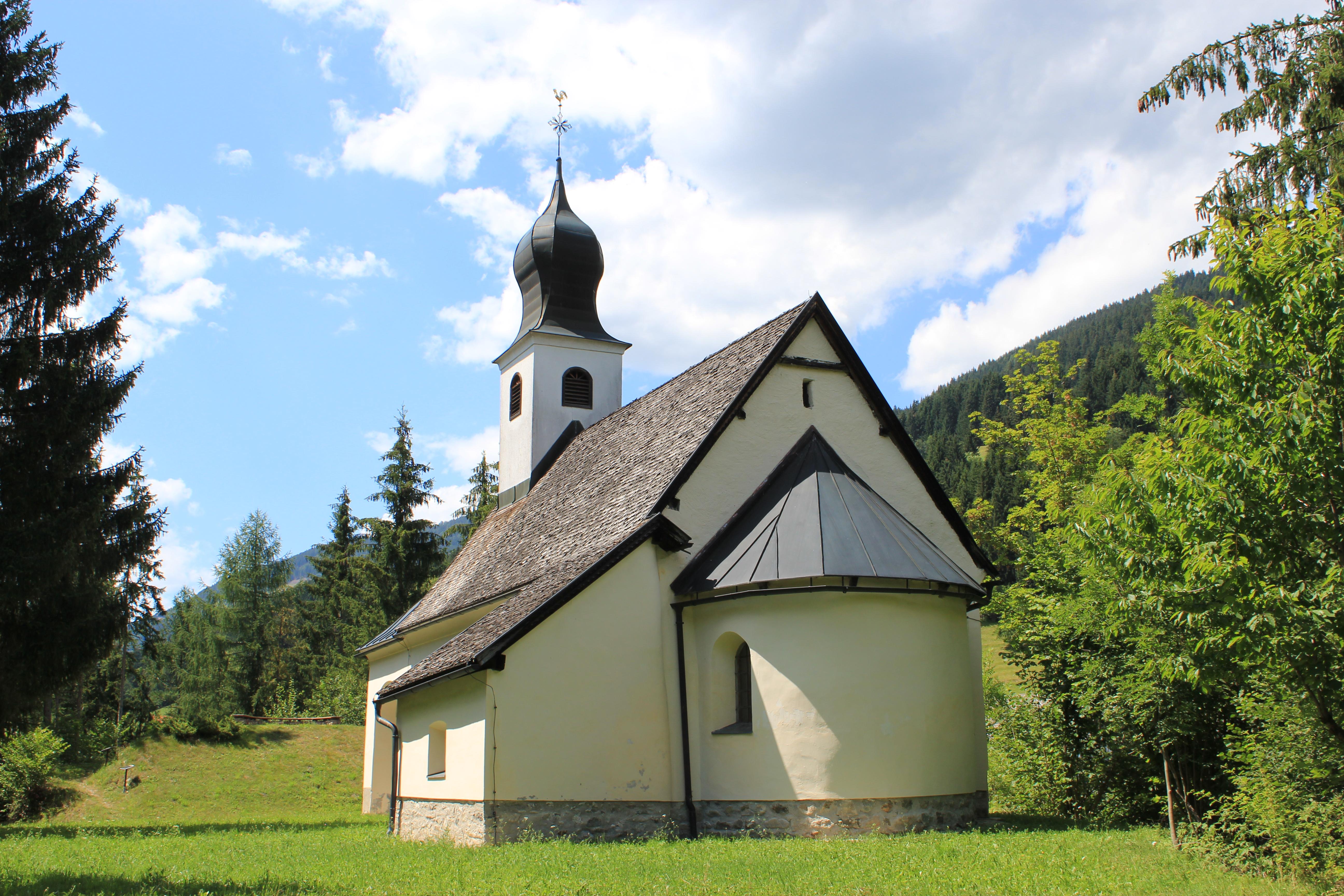
Filialkirche St. Johann im Walde

- Katholische Pfarrkirche Irschen hl. Dionysus
- Katholische Filialkirche St. Johann im Walde
- Katholische Filialkirche Rittersdorf
- Katholische Filialkirche Potschling Christus Salvator
- Katholische Filialkirche Simmerlach hl. Anna

## Wirtschaft und Infrastruktur

### Wirtschaftssektoren
Die folgende Tabelle zeigt die Entwicklung der Betriebsanzahl und der Beschäftigten in den Wirtschaftssektoren:
| Wirtschaftssektor            | Anzahl Betriebe | Anzahl Betriebe | Anzahl Betriebe | Erwerbstätige | Erwerbstätige | Erwerbstätige |
| Wirtschaftssektor            | 2021            | 2011            | 2001            | 2021          | 2011          | 2001          |
| ---------------------------- | --------------- | --------------- | --------------- | ------------- | ------------- | ------------- |
| Land- und Forstwirtschaft 1) | 41              | 115             | 132             | 054           | 062           | 052           |
| Produktion                   | 20              | 018             | 018             | 065           | 072           | 114           |
| Dienstleistung               | 76              | 062             | 040             | 236           | 205           | 147           |

1) Betriebe mit Fläche in den Jahren 2010 und 1999

### Verkehr
Im Süden des Gemeindegebiets verbinden die Drautal Straße (B 100/E 66) sowie die Bahnstrecke der Drautalbahn (Bahnhof Irschen) die Gemeinde mit Lienz im Westen bzw. Spittal an der Drau im Osten mit stündlichen Schnellbahnverbindungen.

### Bildung
Es gibt in Irschen einen Kindergarten und eine Volksschule.

## Politik
Der Gemeinderat hatte bis 2021 19 Mitglieder, seit 2021 15 Mitglieder, da der Ort zum relevanten Stichtag weniger als 2.000 Einwohner zählte.
- Mit den Gemeinderats- und Bürgermeisterwahlen in Kärnten 2003 hatte der Gemeinderat folgende Verteilung: 10 SPÖ, 7 ÖVP, und 2 Sonstige.[15]
- Mit den Gemeinderats- und Bürgermeisterwahlen in Kärnten 2009 hatte der Gemeinderat folgende Verteilung: 8 SPÖ, 7 ÖVP, und 4 BZÖ.[16]
- Mit den Gemeinderats- und Bürgermeisterwahlen in Kärnten 2015 hatte der Gemeinderat folgende Verteilung: 10 SPÖ, 7 ÖVP, und 2 FPÖ.[17]
- Mit den Gemeinderats- und Bürgermeisterwahlen in Kärnten 2021 hat der Gemeinderat folgende Verteilung: 5 SPÖ, 7 ÖVP, und 3 FPÖ.[18]

### Bürgermeister
- 1997–2021 Gottfried Mandler (SPÖ)
- seit 2021 Manfred Dullnig (ÖVP)[19]

### Wappen
Das Gemeindewappen von Irschen spielt auf die Namensherkunft des Ortes und der Gemeinde (von ursus, lat. für Bär) an, die rote Kugel auf eine – nicht ganz glaubhafte – Anekdote aus dem bäuerlichen Arbeitsleben: Noch um 1820 soll es Brauch gewesen sein, dass beim Ziehen des Heus von der Alm der letzte Zieher ein Seil oder eine Kette mit einer Kugel nachlaufen ließ, so dass ein eventuell auftauchender Bär (in früheren Zeiten waren Bären in Kärnten durchaus häufig) von den Arbeitern abgelenkt würde. Obschon diese Geschichte von den Bearbeitern des Kärntner Landesarchivs, die mit der Erstellung des Wappens beauftragt wurden, mit großer Skepsis angesehen wurde, wurde die rote Kugel in das Gemeindewappen aufgenommen.
Der goldene Schildgrund steht für die frühere Goldgewinnung im Bereich des Fundkofels.
Wappen und Fahne wurden Irschen am 8. Oktober 1963 verliehen, die Blasonierung des Wappens lautet: „In Gold über grünem Schildfuß ein aufrecht stehender schwarzer Bär, der eine rote Kugel in der rechten Pranke trägt.“ Die Fahne ist Schwarz-Gelb-Grün mit eingearbeitetem Wappen.

## Persönlichkeiten

### Söhne und Töchter der Gemeinde
- Benedict Alphons von Emperger (1711–1788), Advokat und landesfürstlicher Bannrichter
- Gerhard Oberschlick (* 1942), österreichischer Publizist

### Mit der Gemeinde verbundene Persönlichkeiten
- Dominic Hassler (* 1981), Fußballspieler
- Selina Heregger (* 1977), Skirennläuferin
- Andreas Kristler (* 1990), Eishockeyspieler